# 斯里拉姆·巴拉吉
斯里拉姆·巴拉吉（Sriram Balaji，1990年3月18日—），印度男子网球运动员，目前主攻双打比赛。
巴拉吉在ITF男子世界网球巡回赛/希望赛有9个单打和43个双打冠军，在ATP挑战巡回赛有6个双打冠军。他代表印度参加戴维斯杯。

## 个人生活
斯里拉姆出生于泰米尔纳德邦的哥印拜陀，父亲是纳拉亚纳斯瓦米 (Narayanaswamy) ，母亲是贾扬蒂·纳拉亚纳斯瓦米 (Jayanthi Narayanaswamy)。他9岁开始打网球。他在哥印拜陀的Kendriya Vidyalaya和PERKS预科高中（Kendriya Vidyalaya and PERKS Matriculation Higher Secondary School）继续学业。他在哥印拜陀的PERKS网球学院开始了他的网球生涯。他在德国舒特勒瓦斯克网球大学（Schüttler-Waske Tennis University）接受训练。他的爱好是游泳和读书。他最喜欢的网球运动员是罗杰·费德勒。巴拉吉目前是印度陸軍的一名初级军官。陆军支持他的体育事业。

## 职业生涯
巴拉吉在2012年Aircel金奈网球公开赛双打比赛中首次亮相ATP巡回赛正赛，他与搭档吉万·内顿切齐亚恩输给了2号种子斯科特·利普斯基和拉杰夫·拉姆。2023年他与内顿切齐亚恩打入了2023年马哈拉施特拉邦公开赛双打决赛，随后他们在2023年澳大利亚网球公开赛男子双打比赛中作为替补选手爆冷击败了赛会双打5号种子伊万·多迪格和奥斯汀·克拉吉塞克。
他与罗翰·波柏纳获得了参加2024年夏季奥林匹克运动会网球男子双打比赛的资格。

## ATP巡回赛决赛

### 单打: 1 (0-1)
| 图例                |
| ------------------- |
| 网球大满贯 (0–0)    |
| ATP总决赛 (0–0)     |
| ATP1000大师赛 (0–0) |
| ATP500巡回赛 (0–0)  |
| ATP250巡回赛 (0–1)  |

| 按场地类型 |
| 硬地 (0–1) |
| 泥地 (0–0) |
| 草地 (0–0) |
| 地毯 (0–0) |

| 按环境类型 |
| ---------- |
| 室外 (0–1) |
| 室内 (0–0) |

| 结果 | 胜-负 | 日期      | 巡回赛                     | 级别   | 场地 | 搭档              | 对手                    | 比分     |
| ---- | ----- | --------- | -------------------------- | ------ | ---- | ----------------- | ----------------------- | -------- |
| 负   | 0–1   | 2023年1月 | 马哈拉施特拉邦公开赛, 印度 | ATP250 | 硬地 | 吉万·内顿切齐亚恩 | 桑德尔·吉勒 约兰·弗利根 | 4–6, 4–6 |